# Íñigo Elosegui
Íñigo Elosegui Momeñe (Bilbao, 6 de marzo de 1998) es un ciclista profesional español que compite con el Equipo Kern Pharma.

## Trayectoria
Destacó como amateur en las filas del conjunto Lizarte consiguiendo victorias como el Memorial Valenciaga, así como el Campeonato de España en ruta en categoría sub-23 en 2018. Debutó como profesional en 2020 con el equipo Movistar Team, donde estuvo tres años antes de fichar por el Equipo Kern Pharma.

## Palmarés
- Aún no ha conseguido victorias como profesional.

## Equipos
- Movistar Team (2020-2022)
- Equipo Kern Pharma (2023-)